# Propiomarengo
Genre
Propiomarengo est un genre d'araignées aranéomorphes de la famille des Salticidae.

## Distribution
Les espèces de ce genre sont endémiques d'Afrique du Sud.

## Liste des espèces
Selon World Spider Catalog (version 21.5, 07/01/2021) :
- Propiomarengo foordi Azarkina & Haddad, 2020
- Propiomarengo plana (Haddad & Wesołowska, 2013)

## Publication originale
- Azarkina & Haddad, 2020 : « Partial revision of the Afrotropical Ballini, with the description of seven new genera (Araneae: Salticidae). » Zootaxa, no 4899(1), p. 15-92.